# Foka plamista
Foka plamista, foka pstra (Phoca largha) – gatunek drapieżnego ssaka z rodziny fokowatych (Phocidae).

## Taksonomia
Gatunek po raz pierwszy zgodnie z zasadami nazewnictwa binominalnego opisał w 1811 roku niemiecki przyrodnik Peter Simon Pallas nadając mu nazwę Phoca largha. Holotyp pochodził ze wschodniego wybrzeże Kamczatki, w Rosji.
Autorzy Illustrated Checklist of the Mammals of the World uznają ten gatunek za monotypowy.

### Etymologia
- Phoca: gr. φωκη phōkē „foka”[13].
- largha: rodzima, tunguska nazwa larga dla foki plamistej[2].

## Zasięg występowania
Foka plamista występuje w północnym Oceanie Spokojnym, od Morza Żółtego i Zatoki Pohaj w północnej Chińskiej Republice Ludowej na północ przez Morze Japońskie, Morze Ochockie, Morze Beringa i Morze Czukockie do zachodniego Morza Beauforta i Alaski.

## Morfologia
Długość ciała samic 151–169 cm, samców 161–176 cm; masa ciała samic 65–115 kg, samców 85–110 kg. Noworodki osiągają długość 77–92 cm i ciężar 7–12 kg. Młode rodzą się z gęstą białą sierścią, która znika między 2–4 tygodniem. Foki plamiste nie mają ucha zewnętrznego. Mają opływowy kształt oraz dużą warstwę tłuszczu.

## Rozród
Rozmnażają się raz w roku. Sezon godowy trwa od stycznia do maja. Ciąża zwykle trwa od 7 do 12 miesięcy, a w jednym miocie rodzi się jedno młode. Młode są karmione mlekiem matki do 4 tygodni po urodzeniu. Samice osiągają dojrzałość płciową w 3–4 roku życia, samce w 4–5.

## Styl życia
Są bardzo płochliwe. Żywią się rybami, głównie śledziami, dorszami oraz mintajami. Czasami żywią się także skorupiakami oraz mięczakami. Foka plamista żyje do 35 lat.